# Fleury Joseph Crépin
Pour les articles homonymes, voir Crépin.
Fleury Joseph Crépin (né à Hénin-Liétard le 8 février 1875 et mort à Montigny-en-Gohelle le 10 novembre 1948) est un peintre français d'art brut. Il est rattaché au groupe dit des médiumniques.

## Biographie
Fleury Joseph Crépin est d'abord serrurier, puis plombier-zingueur, avant de s'établir comme quincaillier à Montigny-en-Gohelle en 1901. Passionné de musique, il compose des partitions pour la fanfare municipale. Se prétendant guérisseur, il se rapproche du mouvement spirite à partir de 1930 et rencontre Victor Simon et Augustin Lesage. En 1938, il découvre le dessin automatique. Puis, au milieu de l’année 1939, déclare entendre des voix lui disant : « quand tu auras peint 300 tableaux, ce jour-là la guerre finira... Après la guerre, tu feras 45 tableaux merveilleux et le monde sera pacifié. » Crépin achève sa 300e toile le 7 mai 1945, la veille de la capitulation de l'Allemagne, puis continue à en réaliser jusqu'à 400, et commence la série des tableaux merveilleux en octobre 1947,. Le 10 octobre 1946, le critique d'art René Barotte avait écrit « ce peintre médium déclare que lorsqu'il aura peint ces "45 temples merveilleux" dont les esquisses sont déjà faites sur papier, il mourra ». À sa mort, le 10 novembre 1948, deux tableaux merveilleux restent inachevés.

## Son œuvre

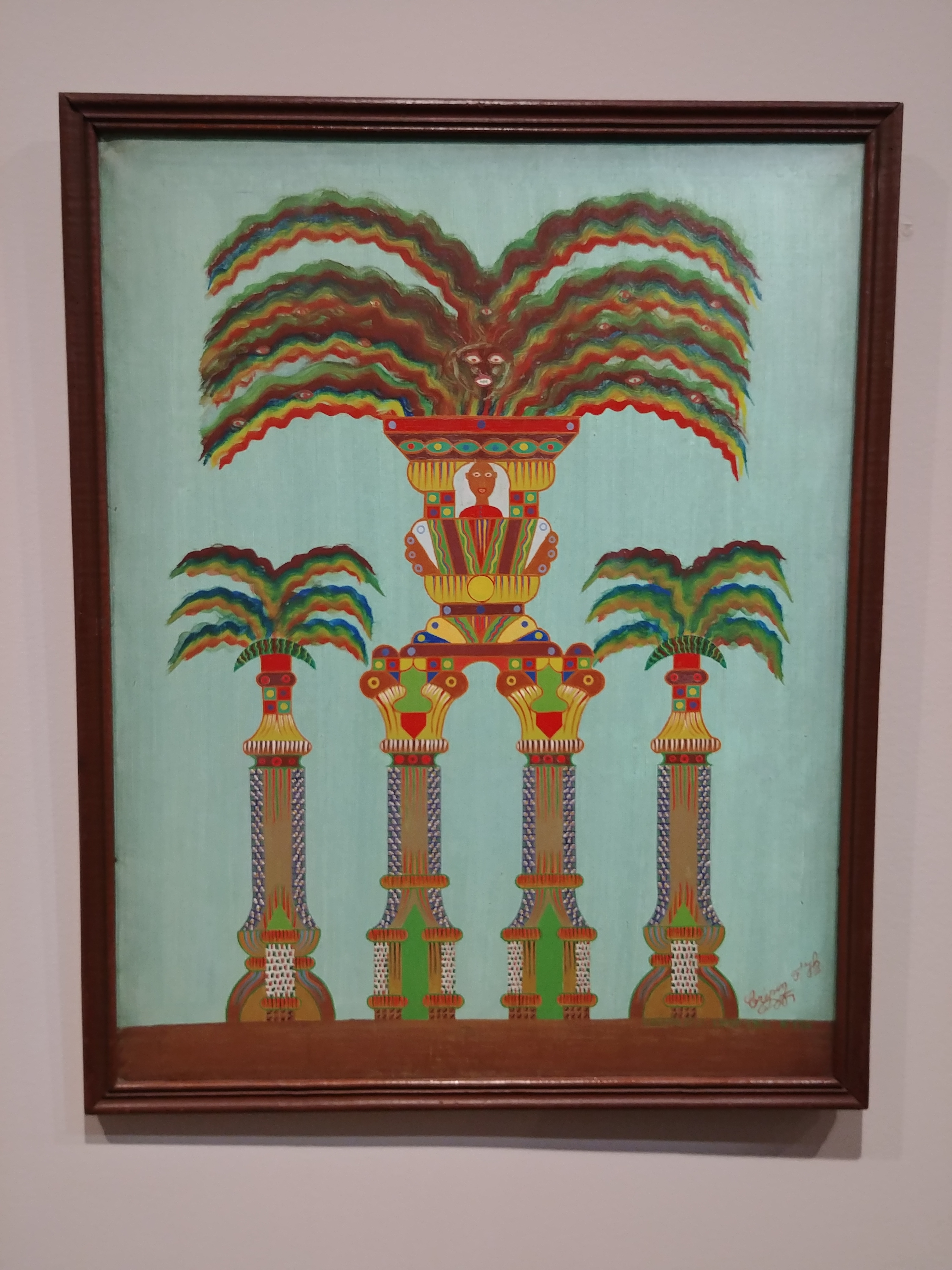
Tableau no 154, 19 octobre 1941, huile sur toile,, LaM, Villeneuve-d'Ascq.

Les tableaux de Crépin sont caractérisés par leur symétrie et l’utilisation de motifs perlés. Réalisées d’après des esquisses dessinées, puis transposées et agrandies à l’aide d’un compas, d’une règle et d’un mètre, ses œuvres sont composées de centaines de gouttelettes de peinture à l'huile, de couleur pure, déposées sur la toile. 

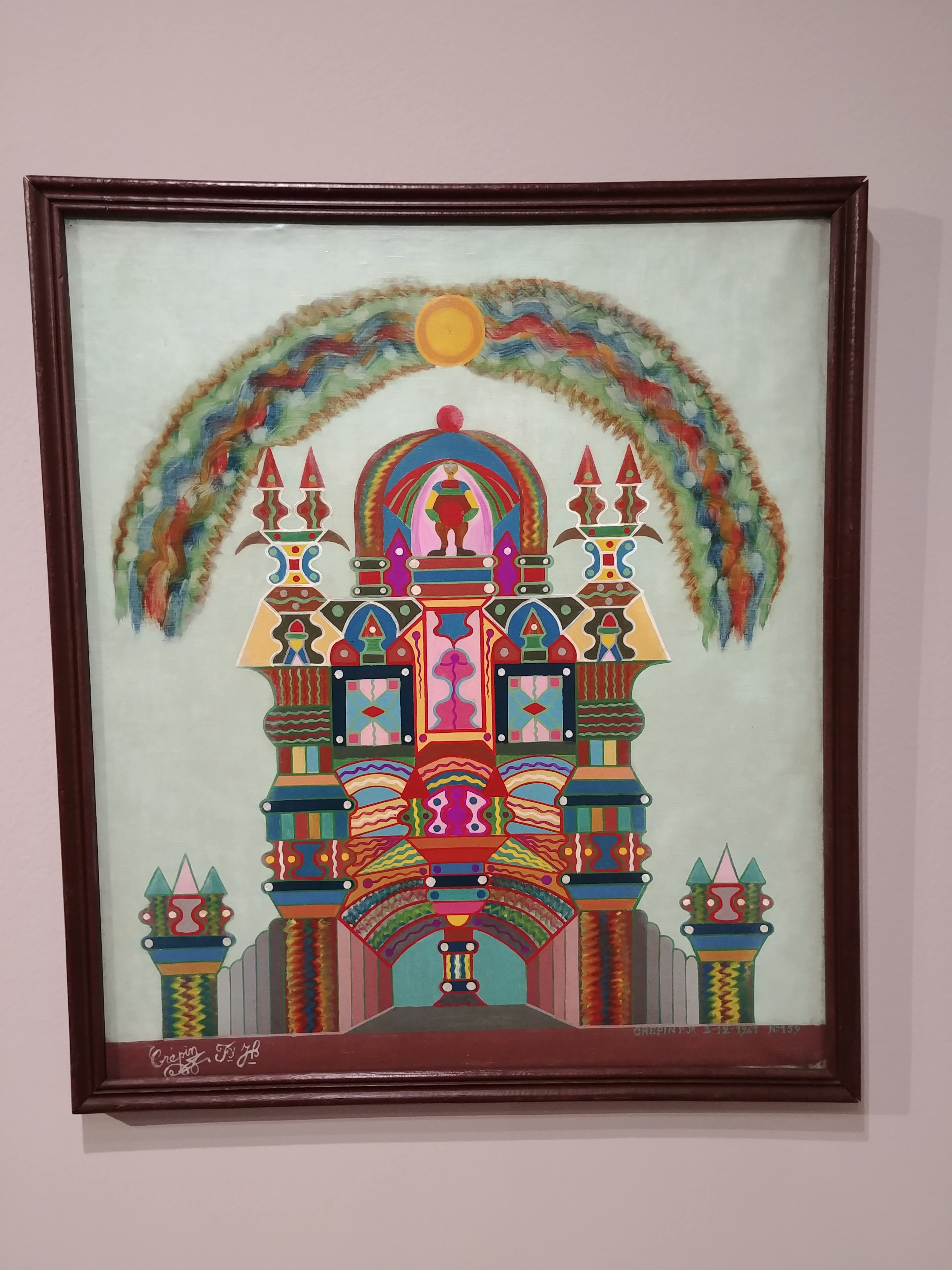
Tableau no 159, 2 décembre 1941, huile sur toile,, LaM, Villeneuve-d'Ascq.

Ses tableaux représentent généralement des architectures de palais et de temples, ainsi que des figures humaines et animales stylisées. Ses représentations semblent généralement s'inspirer de la peinture indienne. Selon son vœu, on enferma en 1948 dans son cercueil toutes ses esquisses.
André Breton et Jean Dubuffet appréciaient grandement sa peinture.

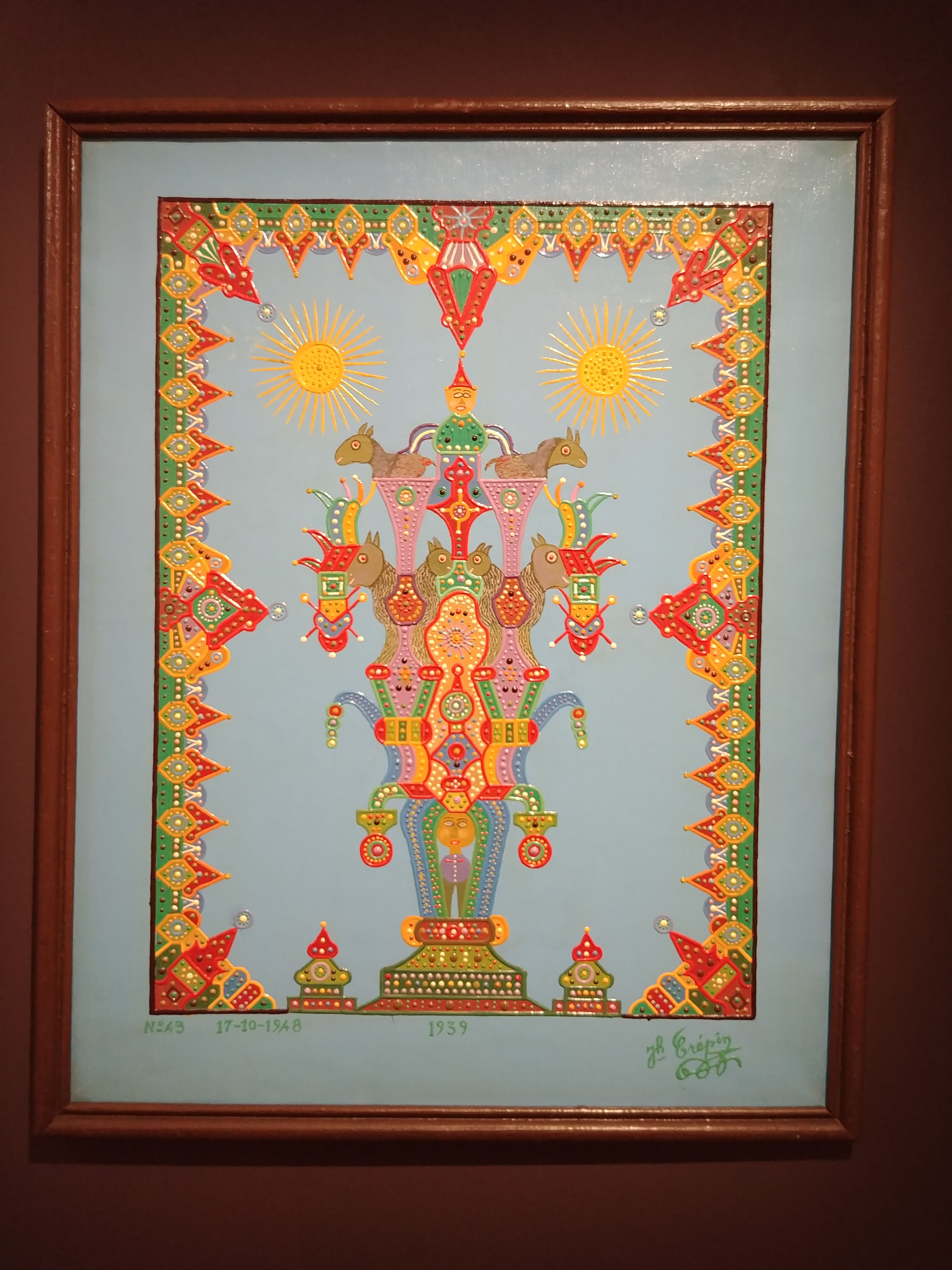
Tableau Merveilleux no 43, 17 octobre 1948, huile sur toile,, LaM, Villeneuve-d'Ascq.

## Expositions
- « Lesage, Simon, Crépin. Peintres spirites et guérisseurs », du 4 octobre 2019 au 5 janvier 2020 au LaM de Villeneuve d'Ascq.
- « Esprit es-tu là ? Les peintres et les voix de l'au-delà ». Du 10 juin au 1er novembre 2020 au musée Maillol à Paris. La nouvelle exposition du musée Maillol, après une première étape au LaM de Villeneuve d’Ascq, pour laquelle des œuvres ont été prêtées pour la première fois par des cercles spirites, révèle l’œuvre d’une sélection d’artistes spirites autour de trois figures principales de la fin du XIXe siècle et du début du XXe siècle : Augustin Lesage , Victor Simon et Fleury Joseph Crépin.